# Lithostege farinata
Lithostege farinata là một loài bướm đêm trong họ Geometridae.

## Hình ảnh

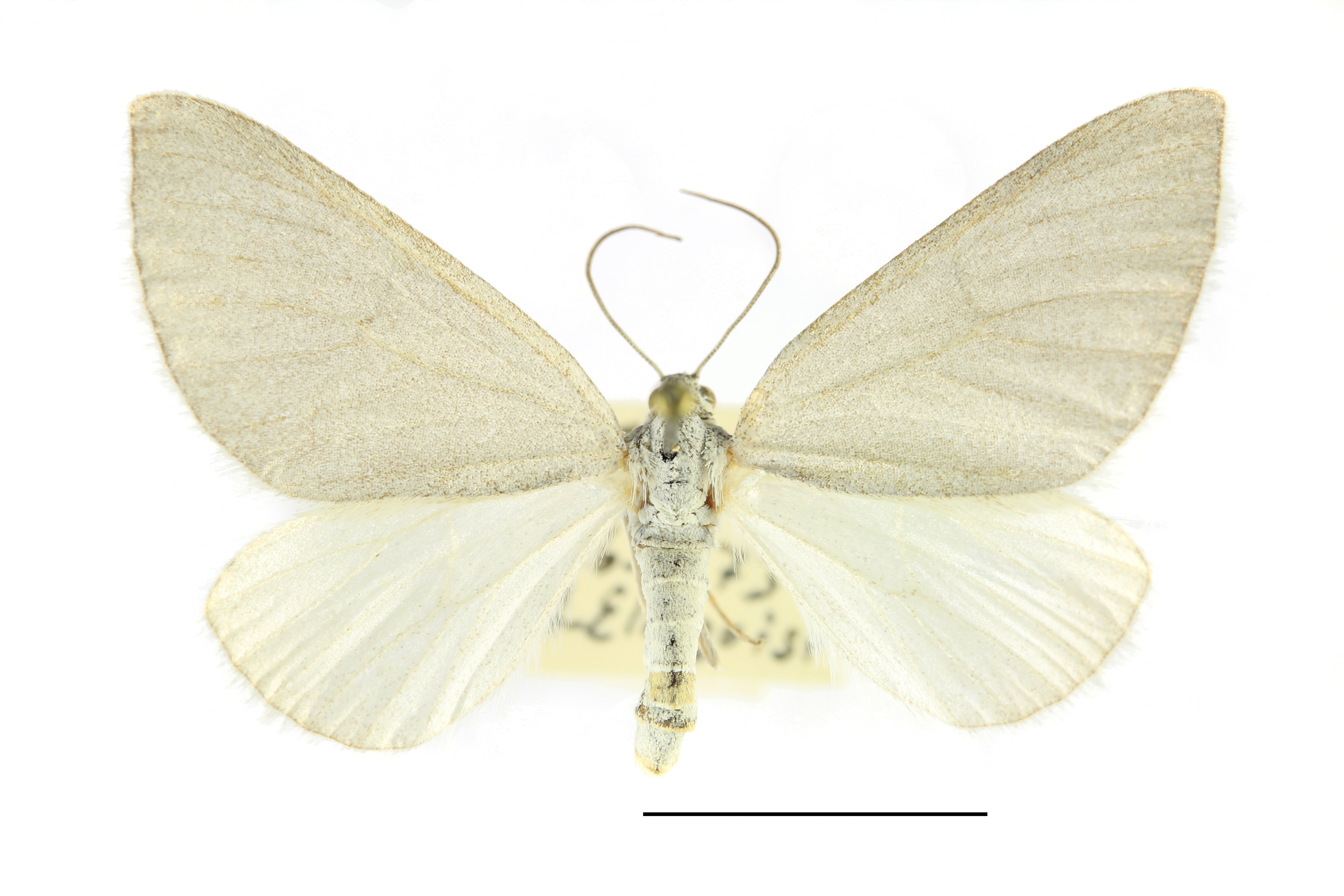